# Deni Fiorentini
Deni Fiorentini (Split, 5 de junho de 1984) é um jogador de polo aquático italiano, nascido na Croácia, medalhista olímpico.

## Carreira
Fiorentini fez parte do elenco vice-campeão olímpico pela Itália em Londres 2012.